# فيزياء رياضية

مثال على الفيزياء الرياضية: حلول معادلة شرودنغر للهزاز التوافقي الكمومي (يسار) مع سعة احتماله (يمين).

تشير الفيزياء الرياضية (بالإنجليزية: Mathematical physics)‏ إلى تطوير طرق رياضية لتطبيقها على مسائل في الفيزياء. تعرف مجلة الفيزياء الرياضية المجال بأنه «تطبيق الرياضيات على مسائل في الفيزياء وتطوير الأساليب الرياضية المناسبة لمثل هذه التطبيقات ولصياغة النظريات الفيزيائية». قد يشمل التعريف البديل أيضًا تلك الرياضيات المستوحاة من الفيزياء (المعروفة أيضًا باسم الرياضيات الفيزيائية).

## النِطَاق
هناك العديد من الفروع المتميزة للفيزياء الرياضية، والتي تتوافق تقريبًا مع فترات تاريخية معينة.

### الميكانيكا الكلاسيكية
إعادة الصياغة الصارمة والتجريدية والمتقدمة للميكانيكا النيوتونية التي تتبنى ميكانيكا لاغرانج وميكانيكا هاملتوني حتى في ظل وجود قيود. تتجسد كلتا الصيغتين في الميكانيكا التحليلية وتؤديان إلى فهم التفاعل العميق لمفاهيم التناظر والكميات المحفوظة أثناء التطور الديناميكي، كما تتجسد في الصياغة الأساسية لمبرهنة نويثر. وقد امتدت هذه الأساليب والأفكار إلى مجالات أخرى من الفيزياء مثل الميكانيكا الإحصائية، وميكانيكا الأوساط المتصلة، ونظرية الحقل الكلاسيكي، ونظرية الحقل الكمومي. علاوة على ذلك، فقد قدموا العديد من الأمثلة والأفكار في الهندسة التفاضلية (على سبيل المثال عدة مفاهيم في الهندسة التماسكية وحزمة المتجهات).

### المعادلات التفاضلية الجزئية
الرياضيات التالية: نظرية المعادلة التفاضلية الجزئية، حساب المتغيرات، تحليل فورييه، نظرية الجهد، وتحليل المتجهات ربما تكون أكثر ارتباطًا بالفيزياء الرياضية. تم تطويرها بشكل مكثف من النصف الثاني من القرن الثامن عشر (على سبيل المثال، بواسطة دالمبير وأويلر ولاغرانج) حتى الثلاثينيات. وتشمل التطبيقات الفيزيائية لهذه التطورات جريان الموائع، والميكانيكا السماوية، وميكانيكا الأوساط المتصلة، ونظرية المرونة، والصوتيات، والديناميكا الحرارية، والكهرباء، والمغناطيسية، والديناميكا الهوائية.

### نظرية الكم
تطورت نظرية الأطياف الذرية (ولاحقًا ميكانيكا الكم) بشكل متزامن تقريبًا مع بعض أجزاء المجالات الرياضية للجبر الخطي، والنظرية الطيفية للمؤثرات، وجبر المؤثرات، وعلى نطاق أوسع، التحليل الدالي. تشتمل ميكانيكا الكم غير النسبية على مؤثرات شرودنغر، ولها صلات بالفيزياء الذرية والجزيئية. نظرية المعلومات الكمومية هي تخصص فرعي آخر.

### النسبية ونظريات النسبية الكمومية
تتطلب نظريات النسبية الخاصة والعامة نوعًا مختلفًا من الرياضيات. كانت هذه نظرية الزمر، التي لعبت دورًا مهمًا في كل من نظرية الحقل الكمومي والهندسة التفاضلية. ومع ذلك، تم استكمال هذا تدريجيًا من خلال الطوبولوجيا والتحليل الدالي في الوصف الرياضي لظواهر نظرية المجال الكوني وكذلك نظرية الحقل الكمومي. في الوصف الرياضي لهذه المناطق المادية، تعتبر بعض المفاهيم في الجبر التماثلي ونظرية الفئات مهمة أيضًا.

### الميكانيكا الإحصائية
تشكل الميكانيكا الإحصائية حقلاً منفصلاً، يتضمن نظرية تحولات الطور. وهي تعتمد على ميكانيكا هاملتوني (أو نسختها الكمومية) وترتبط ارتباطًا وثيقًا بنظرية إرجوديك الرياضية وبعض أجزاء نظرية الاحتمالات. هناك تفاعلات متزايدة بين التوافقية والفيزياء، ولا سيما الفيزياء الإحصائية.

## الاستخدام

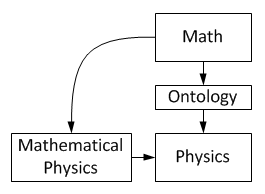
الأنطولوجيا (علم الوجود)، هي مطلب أساسي مسبق للفيزياء، وليس في الرياضيات. فالرياضيات تصف أفكارًا مجردة، بينما الفيزياء تصف الموجودات في العالم. تعتمد الرياضيات على المقدمات وتتعامل بالمنطق بصورة كلية، بينما تعتمد الفيزياء على الفرضيات والملاحظات وتتعامل مع الكميات المقاسة التي يجب ان تخضع في النهاية للمنطق أيضًا. فالحدود بين الفيزياء والرياضيات واضحة ولكنها ليست مفهومة دائمًا. الفيزياء الرياضية ما هي إلا طريقة لوضع الرياضيات في الفيزياء.

أحيانًا يكون استخدام مصطلح «الفيزياء الرياضية» خاصًا. بعض أجزاء الرياضيات التي نشأت في البداية من تطور الفيزياء لا تعتبر، في الواقع، أجزاء من الفيزياء الرياضية، في حين أن المجالات الأخرى وثيقة الصلة بها. على سبيل المثال، يُنظر إلى المعادلات التفاضلية العادية والهندسة التماسكية عمومًا على أنها تخصصات رياضية بحتة، بينما تنتمي الأنظمة الديناميكية وميكانيكا هاملتوني إلى الفيزياء الرياضية. استخدم جون هيراباث المصطلح الخاص بعنوان نص عام 1847 حول «المبادئ الرياضية للفلسفة الطبيعية». النطاق في ذلك الوقت هو «أسباب الحرارة والمرونة الغازية والجاذبية وظواهر الطبيعة العظيمة الأخرى».

### الفيزياء الرياضية مقابل الفيزياء النظرية
يستخدم مصطلح «الفيزياء الرياضية» أحيانًا للإشارة إلى البحث الذي يهدف إلى دراسة وحل المسائل في الفيزياء أو التجارب الفكرية ضمن إطار صارم رياضيًا. بهذا المعنى، تغطي الفيزياء الرياضية مجالًا أكاديميًا واسعًا للغاية يتميز فقط بمزج بعض الجوانب الرياضية والجانب النظري للفيزياء. على الرغم من ارتباط الفيزياء الرياضية بالفيزياء النظرية، تؤكد الفيزياء الرياضية بهذا المعنى على الصرامة الرياضية للنوع المماثل الموجود في الرياضيات.
من ناحية أخرى، تؤكد الفيزياء النظرية على الروابط مع الملاحظات والفيزياء التجريبية، والتي غالبًا ما تتطلب من الفيزيائيين النظريين (والفيزيائيين الرياضيين بالمعنى الأكثر عمومية) استخدام الحجج الاستدلالية، والحدسية، والتقريبية. لا يعتبر علماء الرياضيات مثل هذه الحجج صارمة.
يقوم هؤلاء الفيزيائيون الرياضيون في المقام الأول بتوسيع وتوضيح النظريات الفيزيائية. نظرًا للمستوى المطلوب من الدقة الرياضية، غالبًا ما يتعامل هؤلاء الباحثون مع الأسئلة التي اعتبر علماء الفيزياء النظرية أنها قد تم حلها بالفعل. ومع ذلك، يمكنهم أحيانًا إظهار أن الحل السابق كان غير كامل أو غير صحيح أو ببساطة ساذج للغاية. ومن الأمثلة على ذلك القضايا المتعلقة بمحاولات استنتاج القانون الثاني للديناميكا الحرارية من الميكانيكا الإحصائية. أمثلة أخرى تتعلق بالتفاصيل الدقيقة المتضمنة في إجراءات المزامنة في النسبية الخاصة والعامة (تأثير سانياك وتزامن أينشتاين).
إن الجهد المبذول لوضع النظريات الفيزيائية على أساس صارم رياضيًا ليس فقط تطوير الفيزياء ولكن أيضًا قد أثر على تطورات بعض المجالات الرياضية. على سبيل المثال، تطوير ميكانيكا الكم وبعض جوانب التحليل الدالي يوازي بعضها البعض في نواح كثيرة. إن الدراسة الرياضية لميكانيكا الكم، ونظرية الحقل الكمومي، وميكانيكا الإحصاء الكمومي قد حفزت النتائج في جبر المؤثرات. أدت محاولة بناء صيغة رياضية صارمة لنظرية الحقل الكمومي أيضًا إلى إحراز بعض التقدم في مجالات مثل نظرية التمثيل.